# 全日本学生室内飛行ロボットコンテスト
全日本学生室内飛行ロボットコンテスト（以降、飛行ロボコン）とは、日本航空宇宙学会が主催する室内で飛行するロボットによるコンテスト（ロボコン、ロボット競技）である。

## 概要
全国の大学、高専、高校の学生が体育館ほどの大きさの空間で飛行できる飛行ロボットを使用して競技を行う。機体重量は一般部門では200g以下、自動操縦部門では250g以下、マルチコプター部門では基本的に350g以下と規定され、電動モータによって推進する。機体の制御はプロポを使った遠隔操作が基本となる。
2006年1月15日に第一回大会が開催された際には、固定翼機と飛行船の2部門に分かれており、ヘリコプタ/マルチコプタ型のロボットは参加できなかった。先にプレゼンテーション形式で各チームの機体紹介が行われ、その後に競技が開催されていた。現在は、プレゼンテーションは廃止され、各チームの機体紹介ポスターがホームページ上で公開されている。

## 特徴
主催は日本航空宇宙学会であり、参加規程の中に、「チームの代表は日本航空宇宙学会の学生会員であること」や「（チームの）顧問は日本航空宇宙学会正会員であることがのぞましい」などが含まれている。東京都大田区、特定非営利活動法人大田ビジネス創造協議会が共催し、JAXA、一般社団法人日本UAS産業振興協議会が後援をしている。
大会は3日間にわたり大田区内の体育館などで行われれる。1日目には会場の設営や機体の審査、2日目には各部門の予選、3日目に決勝戦が行われる。1日目以外は一般に公開され、会場の観客席から無料で見学ができるほか、インターネット配信も行われる。

## 部門
第20回大会(2024年度)では、以下の5部門に分かれて開催された。
- 一般部門

滑走路を離陸し、定められたミッションを複数行い、帰還する。離着陸、ミッション、飛行時間等に応じて得点が定められており、その合計点を競う。
機体重量は200g以下と規定されている。
- 自動操縦部門

滑走路を離陸し、機体に搭載した機器による自動制御を含むミッションを複数行い、帰還する。離着陸、ミッション、飛行時間等に応じて得点が定められており、その合計点を競う。
機体重量は250g以下と規定されている。
- マルチコプター部門

狭いバーティポートから垂直に離陸し、定められたミッションを複数行い、帰還する。離着陸、ミッション、飛行時間等に応じて得点が定められており、その合計点を競う。
機体重量は350g以下と規定されている。

- ユニークデザイン部門

各チームが自らユニークなミッションを設定し、それを実施する。ミッションの有用性や達成度などが評価される。この部門には重量制限が適用されない。
最終日に決勝のみが行われ、競技者がプレゼンを行いながら飛行させる。
- ビギナー部門

入門者を対象とした部門であり、一般部門のレギュレーションをベースに簡略化した競技を行う。
一般部門と異なり決勝のみが行われる。

## 賞
競技における上位チームのほかに下記のような賞が与えられる。この賞には年度によって多少の変動があり、第20回大会では会場賞が設定されなかった。
- ベストプレゼンテーション賞　前述のプレゼンテーションの内容に対して贈られる。
- ベストデザイン賞　優れた機体設計を行ったチームに対して贈られる。
- ベストクラフト賞　優れた機体製作を行ったチームに対して贈られる。
- ベストパイロット賞　競技の際の操縦の技能に対して贈られる。
- 会場賞　参加チーム同士の投票で票数を獲得したチームに贈られる。
- MathWorks賞
- オートデスク賞